# Hírérték (információelmélet)
A hírérték az információelmélet egyik alapfogalma. Egy esemény vagy döntés bizonytalanságának a mértéke. Választást és a választás alapjául szolgáló véges számú elemből álló készletet tételez fel. Minél nagyobb a lehetséges alternatívák száma, annál nagyobb a választás hírértéke. Egysége a bit.

## Shannon definíciója
- Claude Shannon szerint egy üzenet értéke nem annak hosszával, hanem inkább a váratlanságával hozható kapcsolatba (Shannon-Weaver: A kommunikáció matematikai elmélete).
- A hírértéket Shannon a nevéhez fűződő logaritmikus formulával fogalmazta meg.
- Egy S hírforrás valamely p valószínűséggel (relatív gyakorisággal) kibocsátott h hírének az értéke:
{\displaystyle I(h)=k\cdot \log _{a}(1/p)}

## Magyarázata
A definíció a Shannon-féle kommunikációs modellre hivatkozik.
A formulában szereplő k és a (a logaritmus alapja) szabadon választható, a mértékegységet meghatározó paraméterek. A p valószínűség reciproka a megfelelő esemény bekövetkezésének váratlansága: a kis valószínűségű esemény nagyon „meglepő”, a nagy valószínűségű viszont „banális”.
Szokás a formulát a paraméterek elhagyásával és a tört kiküszöbölésével idézni:
{\displaystyle I(h)=-\log p}
A logaritmus biztosítja, hogy a mérték additív legyen, azaz egy összetett  hír értékét a részek értékének összege adja:
{\displaystyle -\log(p_{1}\cdot p_{2})=-\log(p_{1})-\log(p_{2})}.
Feltesszük a modellben, hogy az összetett hír komponensei független valószínűségű eseményekről tudósítanak. (Vö. valószínűségszámítás)
A formula a hőtanban használt egyik mennyiség, az entrópia formulájára emlékeztet, s a hírforrás (kibernetikai rendszer) átlagos hírértéke is rokonítható azzal.

## Példa
A magyar kártya 32 lapjából egyet p = 1/32 valószínűséggel húzunk ki. Az eseményről tudósító hír (bináris) értéke log2 (32) = 5 bit. Ha külön közlik a kihúzott kártya színét és értékét, akkor e részletek értéke log2 (4) = 2 bit illetve log2 (8) = 3 bit, s ezek összege adja a teljes hír értékét.